# Volta a Llombardia 1945
La Volta a Llombardia 1945 fou la 39a edició de la Volta a Llombardia, la primera després de dos anys d'aturada a causa de la Segona Guerra Mundial. Aquesta cursa ciclista organitzada per La Gazzetta dello Sport es va disputar el 21 d'octubre de 1945 amb sortida i arribada a Milà després d'un recorregut de 222 km.
L'italià Mario Ricci (Legnano) guanya la seva segona Volta a Llombardia per davant dels seus compatriotes Aldo Bini (Pratese AC) i Gino Bartali (Legnano).

## Classificació general
|    | Ciclista           | Equip        | Temps      |
| -- | ------------------ | ------------ | ---------- |
| 1  | Mario Ricci        | Legnano      | 6h 08' 11" |
| 2  | Aldo Bini          | Pratese AC   | + 6' 23"   |
| 3  | Gino Bartali       | Legnano      | m. t.      |
| 4  | Adolfo Leoni       | Bianchi      | m. t.      |
| 5  | Aldo Baito         | Individual   | m. t.      |
| 6  | Ubaldo Pugnaloni   | Bianchi      | m. t.      |
| 7  | Salvatore Crippa   | Ricci        | m. t.      |
| 8  | Severino Canavesi  | US Legnanese | m. t.      |
| 9  | Quirino Toccacelli | Olmo         | + 10' 03"  |
| 10 | Oreste Conte       | Ricci        | m. t.      |